# Třída Mode
Třída Mode byla třída torpédoborců švédského námořnictva. Třída se skládala ze čtyř jednotek. Do služby byly zařazeny za druhé světové války. V 50. letech byly upraveny na protiponorkové fregaty. V letech 1966–1970 byly vyřazeny a v letech 1969–1973 sešrotovány.

## Stavba

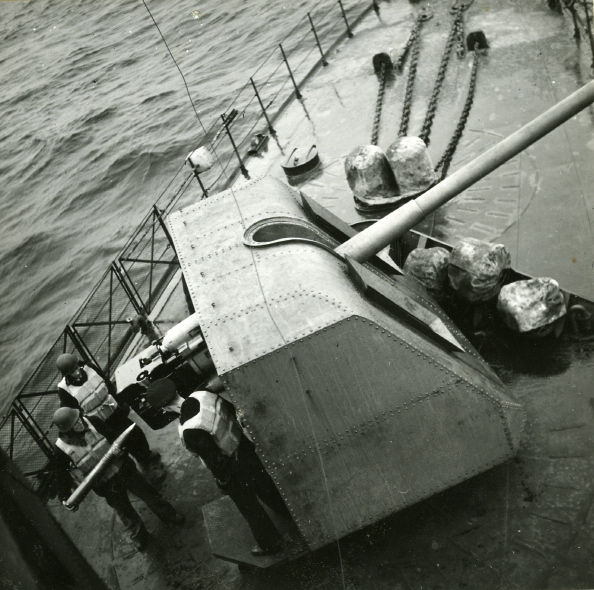
105mm kanón

Celkem byly postaveny čtyři jednotky této třídy, pojmenované Mode (29), Magne (30), Munin (31) a Mjölner (32). Do služby byly zařazeny v letech 1942–1943.

## Konstrukce

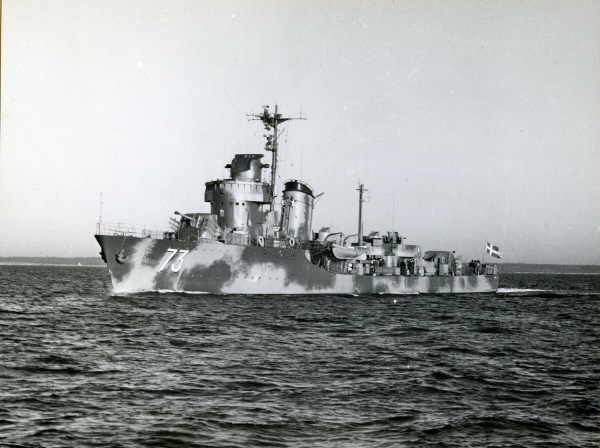
Mode po modernizaci na fregatu

### Po dokončení
Konstrukce plavidel vycházela z italských torpédovek Švédsko v Itálii zakoupilo dvě torpédovky třídy Spica. Hlavňovou výzbroj po dokončení tvořily tři 105mm kanóny v jednodělových věžích, dva 40mm protiletadlové kanóny a dva 20mm kanóny. Další ofenzivní zbraní byl jeden trojhlavňový 533mm torpédomet. K napadání ponorek sloužily dva vrhače hlubinných pum. Nést mohly rovněž 10 námořních min. Pohonný systém tvořily dva kotle a dvě turbíny De Laval. Nejvyšší rychlost dosahovala 30 uzlů.

### Modernizace
V pozdějším období byly všechny jednotky modernizovány a od roku 1953 klasifikovány jako protiponorkové fregaty. Z plavidel byl sejmut jeden 105mm kanón a torpédomet. Na střechu zadní nástavby byl instalován jeden čtyřhlavňový 375mm protiponorkový raketomet Bofors.